# Апостольский нунций в Корее
Апостольский нунций в Республике Корея — дипломатический представитель Святого Престола в Республике Корея. Данный дипломатический пост занимает церковно-дипломатический представитель Ватикана в ранге посла. Апостольская нунциатура в Республике Корея была учреждена на постоянной основе 7 апреля 1949 года. Её резиденция находится в Сеуле.
В настоящее время Апостольским нунцием в Корее является архиепископ Джованни Гаспари, назначенный Папой Франциском 2 марта 2024 года.

## История
Апостольская делегатура в Корее была учреждена 7 апреля 1949 года бреве A Missionibus longissime Папы Пия XII. До ранга Апостольской нунциатуры в Корее она была повышена 5 сентября 1966 года бреве Haud multum Папы Павла VI.

## Апостольские нунции в Корее

### Апостольские делегаты
- Патрик Джозеф Бирн, M.M. — (7 апреля 1949 — 25 ноября 1950);
- Эгано Риги-Ламбертини — (28 декабря 1957 — 9 июля 1960 — назначен апостольским нунцием в Ливане);
- Саверио Дзупи — (26 октября 1960 — 31 января 1962 — назначен апостольским интернунцием в Пакистане);
- Антонио дель Джудиче — (18 апреля 1962 — 5 сентября 1966 — назначен апостольским нунцием).

### Апостольские нунции
- Антонио дель Джудиче — (5 сентября 1966 — 19 августа 1967 — назначен апостольским нунцием в Доминиканской Республике);
- Ипполито Ротоли — (2 сентября 1967 — 15 ноября 1972 — назначен апостольским про-нунцием в Эфиопии);
- Луиджи Доссена — (26 февраля 1973 — 24 октября 1978 — назначен апостольским про-нунцием в Нигере, Республике Верхняя Вольта, Кабо-Верде и Сенегале и апостольским делегатом в Мали, Гвинее-Бисау и Мавритании);
- Лучано Анджелони — (25 ноября 1978 — 21 августа 1982 — назначен апостольским нунцием в Ливане);
- Франческо Монтеризи — (24 декабря 1982 — 20 июня 1987);
- Иван Диас — (20 июня 1987 — 16 января 1991 — назначен апостольским нунцием в Албании);
- Джон Булайтис — (30 ноября 1991 — 25 марта 1997 — назначен апостольским нунцием в Албании);
- Джованни Баттиста Морандини — (23 апреля 1997 — 6 марта 2004 — назначен апостольским нунцием в Сирии);
- Эмиль-Поль Шерриг — (22 мая 2004 — 26 января 2008 — назначен апостольским нунцием в Дании, Исландии, Норвегии, Финляндии и Швеции);
- Освальдо Падилья — (12 апреля 2008 — 15 сентября 2017);
- Альфред Ксереб — (26 февраля 2018 — 8 декабря 2023 — назначен апостольским нунцием в Марокко);
- Джованни Гаспари — (2 марта 2024 — по настоящее время).